# Ung thư biểu mô tế bào lớn của phổi có khối u hình que
Ung thư biểu mô tế bào lớn của phổi có khối u hình que (Large cell lung carcinoma with rhabdoid phenotype, LCLC-RP) là một dạng mô học hiếm gặp của ung thư phổi, hiện được phân loại là một dạng biến thể của ung thư biểu mô tế bào lớn của phổi (UTBMTBLCP, tiếng Anh là Large-cell lung carcinoma, LCLC). Để UTBMTBLCP xếp vào loại kiểu hình khối u hình que, ít nhất 10% tế bào khối u ác tính phải chứa cấu trúc sợi trung gian (trong khung xương tế bào) bị rối loạn, đẩy nhân tế bào lồi ra ngoài màng tế bào.

## Phân loại
Ung thư phổi hiện nay được coi là một họ ung thư lớn và cực kỳ không đồng nhất: đặc điểm di truyền, sinh học và lâm sàng rất khác nhau. Theo bản sửa đổi năm 2004 của hệ thống phân loại mô học của Tổ chức Y tế Thế giới ("WHO-2004") (sơ đồ phân loại ung thư phổi được công nhận và sử dụng rộng rãi nhất), khoảng 50 biến thể ung thư phổi được công nhận. Các nghiên cứu gần đây cho thấy mô hình phân loại cũ "ung thư biểu mô tế bào nhỏ so với ung thư biểu mô không phải tế bào nhỏ" hiện đã lỗi thời, và "phân loại" chính xác các trường hợp ung thư phổi là cần thiết để đảm bảo rằng bệnh nhân được điều trị ung thư một cách tối ưu.
Hơn 99% ung thư phổi nguyên phát là ung thư biểu mô (carcinoma), là những khối u bao gồm các tế bào có nguồn gốc từ ngoại bì lá phôi hoặc nội bì, có đặc điểm hoặc biệt hóa biểu mô. WHO-2004 công nhận 8 nhóm ung thư phổi chính:
- Ung thư biểu mô tế bào vảy của phổi (Squamous cell lung carcinoma)
- Ung thư biểu mô tế bào nhỏ của phổi (Small cell lung carcinoma)
- Ung thư biểu mô tuyến của phổi (Adenocarcinoma of the lung)
- Ung thư biểu mô tế bào lớn của phổi (Large cell lung carcinoma)
- Ung thư biểu mô tuyến (Adenosquamous carcinoma)
- Ung thư biểu mô dạng sarcom (Sarcomatoid carcinoma)
- Carcinoid
- Ung thư biểu mô giống tuyến nước bọt của phổi(Salivary gland-like carcinoma of the lung)

LCLC-RP là một biến thể của ung thư biểu mô tế bào lớn của phổi.